# Christian Bolt
Christian Bolt (* 3. November 1972 in Uster, Schweiz) ist ein Schweizer Bildhauer und Maler.

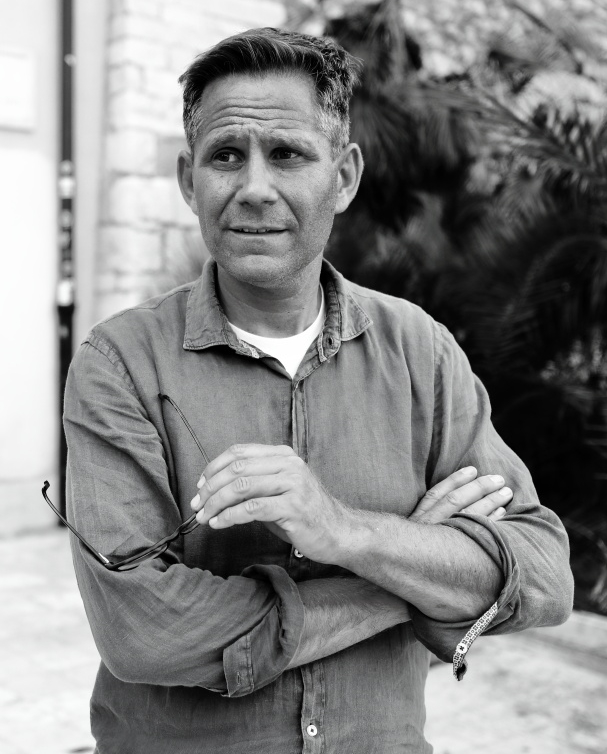
Portrait of Christian Bolt

## Leben und Wirken
Christian Bolt absolvierte eine erste künstlerische Ausbildung in den Jahren 1988–1992 an der Fachschule für Holzbildhauerei in Brienz BE. Nach verschiedenen Auslandsaufenthalten in den USA und in Deutschland nahm er 1997 ein Studium an der Accademia di Belle Arti in Carrara (Italien) auf und wurde Schüler von Prof. Piergiorgio Ballocchi. 1999 führte er sein Studium der bildenden Kunst an der Accademia di Belle Arti in Florenz weiter und wurde Schüler von Antonio di Tommaso. Im Jahre 2001 beendete er sein Studium in Florenz mit einer Master Tesi.
Zwischen 2001 und 2003 arbeitete Bolt als freischaffender Künstler in Zürich und hatte sein erstes Atelier in Adliswil. Seit 2003 lebt und arbeitet er in Klosters-Monbiel im Kanton Graubünden. In den Folgejahren realisierte Bolt diverse Projekte im Bereich Kunst am Bau sowie zahlreiche Werke für private und institutionelle Sammlungen. Zu seinen Kunden gehören unter anderem Sir Elton John und das schwedische Königshaus. Seit 2007 ist Bolt Mitglied des International Sculpture Center. Im gleichen Jahr veröffentlichte er das künstlerische Manifest kunst muss weiterschreiten, in welchem er die Beliebigkeit und Alltäglichkeit eines grossen Teils Gegenwartskunst kritisierte und eine Rückbesinnung auf die traditionelle Einheit von Idee und Form im Kunstwerk postulierte. 2009 folgten Teilnahmen an der OPEN 12 in Venedig sowie ein durch das Kunstmuseum Art St. Urban kuratierter Aufenthalt als „Artist in Residenz“ im Programm east meets west. In diesem Zusammenhang arbeitete Bolt mehrere Wochen im nationalen Skulpturenzentrum in Oronsko (Polen). Seine Werke werden von mehreren international tätigen Galerien vertreten und an internationalen Kunstmessen repräsentiert.
2014 verlieh die Accademia delle Arti del Disegno in Florenz Bolt die Ehrenprofessur.
Bolt ist Mitglied der Kirche Jesu Christi der Heiligen der letzten Tage, Mormone und bekennt sich zu seinem Glauben in einem Video der Kirche.

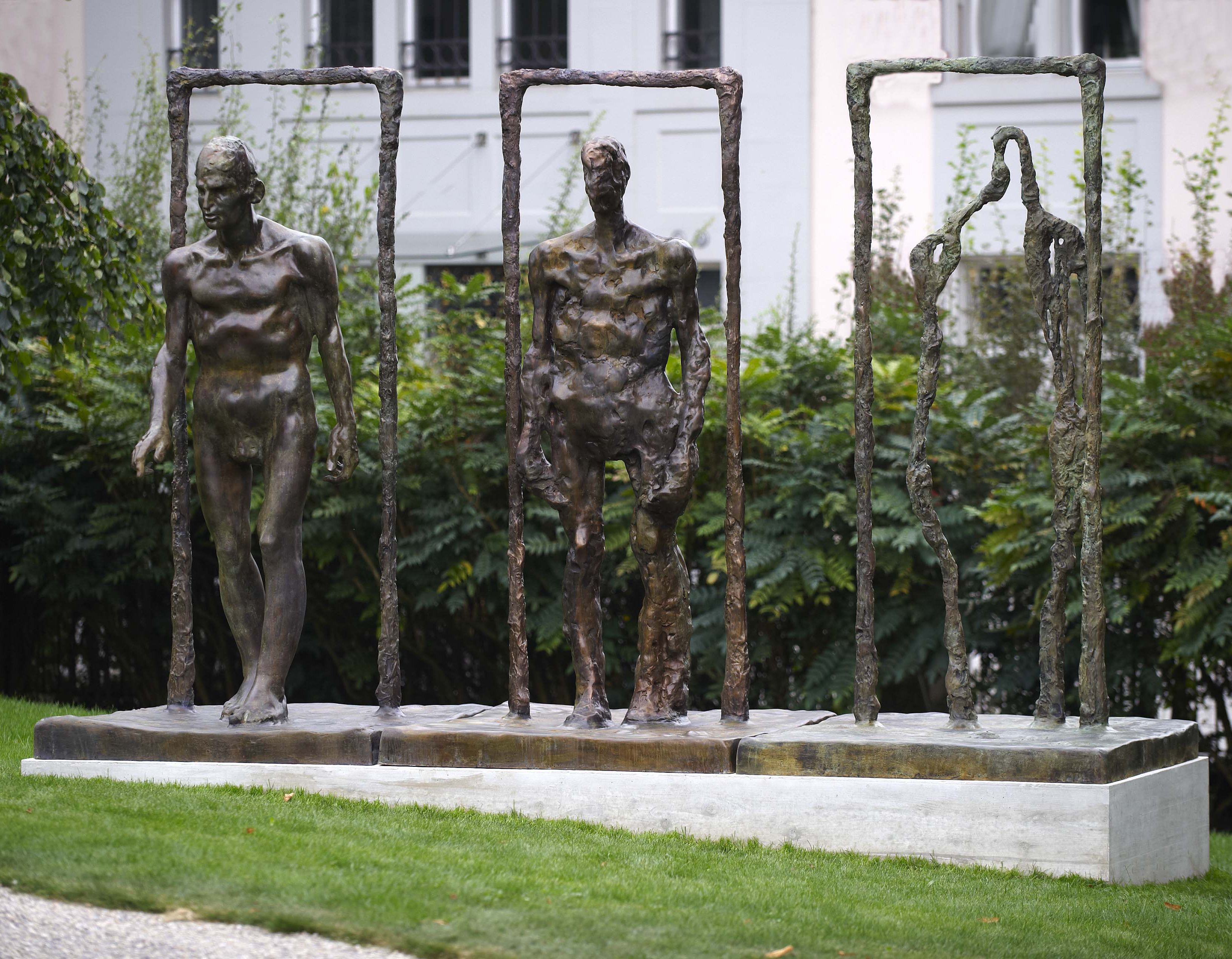
Trapasso, Bronzeskulptur, Park Schloss Gümligen, Bern 2009

## Ausstellungen und Kunst am Bau
- 1999:	Gruppenausstellung in der Galerie Scheidegger in Richterswil (CH)
- 2002:	Einzelausstellung in der Galerie 63 in Klosters (CH)
- 2003:	Einzelausstellung in der Galerie Claudine Hohl in Zürich (CH)
- 2004:	Einzelausstellung in der Galerie zur Münz in Zug (CH)
- 2005:	Einzelausstellung in der Galerie Claudine Hohl in Zürich (CH)
- 2005:	Werkschau bei ABB in Mannheim (D)
- 2006:	mehrere Skulpturen aus Holz und Gips, für das internationale Finanzinstitut Partnersgroup mit Sitz in Zug (CH)
- 2006:	Teilnahme an der «Skulpturart 06» in Zürich (CH)
- 2007:	Realisation von vier Skulpturen in Holz und Bronze für die Privatbank Frick in Balzers (FL)
- 2007:	Einzelausstellung in der Galerie Claudine Hohl in Zürich (CH)
- 2008:	Kabinettsausstellung im Museum Art St. Urban (CH)
- 2008–2009:	Realisation der Skulptur Trapasso für den Schweizer Kunstsammler und Besitzer des Franz Gertsch Museums im Schloss Gümligen (CH)
- 2009:	Einzelausstellung in der Galerie Claudine Hohl in Zürich (CH)
- 2009:	Erstmaliges Zeigen der Skulptur Visitor an der internationalen Kunstausstellung OPEN 12 in Venedig (I)
- 2009:	Gruppenausstellung in der Galerie Claudine Hohl in Zürich (CH)
- 2010:	Das Werk von Christian Bolt wird von der Schweizer Galerie Rigassi vertreten. Erste Ausstellung in Bern (CH)
- 2010:	Kunstausstellung im Yachtclub von Monaco (MC), organisiert durch Kunstsammler und Freund von Bolt
- 2011:	Erste Ausstellung in der Galerie Salis&Vertes in Zürich (CH)
- 2012:	Gruppenausstellung in der Galerie Rigassi in Bern (CH)
- 2012:	Einzelausstellung in der Galerie Salis&Vertes in Zürich (CH)
- 2013:	Gruppenausstellung in der Villa Bulfon am Wörthersee (A), kuratiert von der Wiener Galerie Lisabird
- 2013:	Teilnahme an der internationalen Kunstmesse Art Karlsruhe (D)[8]
- 2013:	Teilnahme an der internationalen Kunstmesse SCOPE in Basel (CH)[8]
- 2013:	Teilnahme an der internationalen Kunstmesse Kunst 13 in Zürich (CH)[8]
- 2014:	Teilnahme an der internationalen Kunstmesse Art Cologne (D)[8]
- 2015:	Teilnahme bei seekultour in Murg (CH)[8]
- 2016 – 2021:	Realisation Skulpturenpark «Lebenszyklus» in Meggen (CH)
- 2017:	Ausstellung in der Galerie des Lofthotels Murg (CH)[8]
- 2018:	Einzelausstellung in der Galerie Kunst 7 in Altendorf (CH)[8]
- 2018:	Teilnahme an der internationalen Triennale der Skulptur Bad RagARTz (CH)[8]
- 2019:	Einzelausstellung in der Galerie Proarta in Zürich (CH)[8]
- 2020:	Gruppenausstellung "forma e anima" der Accademia delle Arti del Disegno in Florenz (I)[8]
- 2022/23:	Einzelausstellung in der Galerie Kunst 7 in Altendorf (CH)[9]
- 2022/23:	Gruppenausstellung im Church History Museum in Salt Lake City (USA)[10]
- 2023:	Gruppenausstellung "forma e anima" der Accademia delle Arti del Disegno in Florenz (I)[11]
- 2023:	Einzelausstellung in der Impulse Gallery in Luzern (CH)[12]

## Publikationen
- Gabriela Blumer Kamp: Gegensatz. Eigenverlag, 2011, ISBN 978-3-033-03171-5.
- Jürgen Frick: bewegen, begegnen, verbinden. Bank Frick, Liechtenstein 2012.
- Andrin Schütz: la genesi della forma. Eigenverlag, Klosters 2014, ISBN 978-3-033-04671-9
- Jeannette Fischer, Marc Philip Seidel, Andrin Schütz, Rudolf Wötzel: Existenz und Verifikation. Verlagshaus Seidel & Schütz, 2021, ISBN 978-3-03846-059-6